# توکانچه نوک‌بلوطی
توکانچه نوک‌بلوطی(نام علمی: Aulacorhynchus derbianus) نام یک گونه از سرده توکانچه سبز است.